# 北通郡
北通郡，中国南北朝时设置的郡。
南朝梁大通二年（528年）设置北通郡，和荥阳郡同治一城，属陈州。治所在临淮县（今安徽省阜阳市界首市、太和县、临泉县地）。太清三年（东魏武定七年，549年）被东魏占领，北齐废北通郡，地入陈留郡陈留县。